# 시모코시키촌
시모코시키촌(일본어: 下甑村)은 일본 가고시마현 사쓰마군에 있던 촌이다. 합병에 의해 현재의 사쓰마센다이시에 해당한다.

## 역사
- 1889년 4월 1일 - 정촌제 시행에 수반해 고시키시마군 시모코시키촌이 성립하였다.
- 1896년 3월 26일 - 고시키시마군이 사쓰마군에 편입되어 사쓰마군 시모코시키촌이 되었다.
- 2004년 10월 12일 - 센다이시 외 8정촌과 신설합병. 고시키지마 열도와 함께 사쓰마센다이시가 되어 자치체로서는 소멸하였다.

## 교통
- 가고시마현도 제349호선
- 가고시마현도 제350호선

## 허구
- 만화 《닥터 고토의 진료소》의 실제 모델인 테우치 진료소(手打診療所)가 있는 곳으로 유명하다.
- 모리 신이치의 친어머니의 고향, 히트곡 [어머님]의 비석이 있다.

## 참고 문헌
- 角川日本地名大辞典編纂委員会,『角川日本地名大辞典 鹿児島県』1983, 角川書店